# 圣罗克 (奥利韦拉-迪阿泽梅什)
圣罗克（葡萄牙語：São Roque)）是葡萄牙阿威罗区奥利韦拉-迪阿泽梅什的一个堂区。总面积7.15平方公里，总人口5480人，人口密度766.4人/平方公里。